# Fowlerina zetesios
Fowlerina zetesios is een slakkensoort uit de familie van de Clionidae. De wetenschappelijke naam van de soort is voor het eerst geldig gepubliceerd in 1906 door Pelseneer.